# Liste du patrimoine immobilier classé de Ferrières
Cette page regroupe l'ensemble du patrimoine immobilier classé de la ville belge de Ferrières.
| Objet | Année de construction / Architecte | Adresse                                      | Section communale | Coordonnées                      | Numéro d’inventaire | Illustration                                                                                           |
| --- | ---------------------------------- | -------------------------------------------- | ----------------- | -------------------------------- | ------------------- | --- |
| Ferme de la House, Au Clocher, n°14 |                                    | Au Clocher n°14                              | Ferrières         | 50° 23′ 58″ nord, 5° 36′ 11″ est | 61019-CLT-0001-01   | Ferme de la House, Au Clocher, n°14                                                                    |
| Monastère de Bernardfagne: portail, tour extérieure, bâtiments de la cour d'honneur (et salle du chapitre avec tableaux encastrés dans les boiseries et stucs), allée de Bernardfagne, n°7(M) |                                    | Allée de Bernardfagne n°7                    | Ferrières         | 50° 25′ 25″ nord, 5° 38′ 03″ est | 61019-CLT-0002-01   | Image manquanteTéléverser                                                                              |
| Rochers de Sy |                                    |                                              | Vieuxville        | 50° 23′ 53″ nord, 5° 32′ 09″ est | 61019-CLT-0003-01   | Rochers de Sy                                                                                          |
| Ruines du château de Logne et alentours |                                    |                                              | Vieuxville        | 50° 23′ 49″ nord, 5° 31′ 55″ est | 61019-CLT-0004-01   | Ruines du château de Logne et alentours                                                                |
| Le chœur de l'ancienne église Saints-Pierre-et-Paul de Vieuxville, transformé en chapelle de cimetière                                                                                        |                                    |                                              | Vieuxville        | 50° 23′ 44″ nord, 5° 33′ 02″ est | 61019-CLT-0005-01   | Le chœur de l'ancienne église Saints-Pierre-et-Paul de Vieuxville, transformé en chapelle de cimetière |
| Ferme de la Bouverie à Vieuxville |                                    | Rue de la Bouverie, n°1 (M) et alentours (S) | Vieuxville        | 50° 23′ 40″ nord, 5° 32′ 59″ est | 61019-CLT-0006-01   | Ferme de la Bouverie à Vieuxville                                                                      |
| Chêne |                                    |                                              | Werbomont         | 50° 23′ 30″ nord, 5° 40′ 45″ est | 61019-CLT-0007-01   | Image manquanteTéléverser                                                                              |
| Le tilleul des Lognards à Xhoris |                                    |                                              | Xhoris            | 50° 26′ 52″ nord, 5° 35′ 50″ est | 61019-CLT-0010-01   | Le tilleul des Lognards à Xhoris                                                                       |
| Château de Fanson, n°1 (M) et ensemble formé par le château et ses abords immédiats (S) |                                    |                                              | Xhoris            | 50° 27′ 17″ nord, 5° 37′ 12″ est | 61019-CLT-0011-01   | Château de Fanson, n°1 (M) et ensemble formé par le château et ses abords immédiats (S)                |
| La chapelle Sainte-Barbe et ses alentours (S) |                                    |                                              | Ferrières         | 50° 22′ 55″ nord, 5° 38′ 03″ est | 61019-CLT-0012-01   | La chapelle Sainte-Barbe et ses alentours (S)                                                          |
| Chapelle Sainte-Barbe à Burnontige (M) |                                    |                                              | Ferrières         | 50° 22′ 56″ nord, 5° 38′ 09″ est | 61019-CLT-0013-01   | Chapelle Sainte-Barbe à Burnontige (M)                                                                 |
| Rochers, dits rochers de la Vierge et vallon de Bléron (+HAMOIR/ Comblain-Fairon) |                                    |                                              | Xhoris            | 50° 26′ 40″ nord, 5° 33′ 48″ est | 61019-CLT-0015-01   | Rochers, dits rochers de la Vierge et vallon de Bléron (+HAMOIR/ Comblain-Fairon)                      |
| Les peintures murales (vers 1500) de la chapelle romane Saints-Pierre-et-Paul à Vieuxville.                                                                                                   |                                    |                                              | Vieuxville        | 50° 23′ 44″ nord, 5° 33′ 02″ est | 61019-PEX-0001-01   | Les peintures murales (vers 1500) de la chapelle romane Saints-Pierre-et-Paul à Vieuxville.            |